# Georges Perrot
Georges Perrot [ejtsd: perró] (Villeneuve-Saint-Georges, 1832. november 12. – Párizs, 1914. június 30.) francia régész, az Académie des inscriptions et belles-lettres tagja.

## Élete
1855 és 1858 között az athéni francia iskola látogatója volt. 1861-ben bejárta Kis-Ázsiát, ahol különösen az ankirai emlék (Ancyranum monumentum) első pontos másolatával szerzett érdemeket. 1872-től mint a görög nyelv tanára működött a párizsi École normale supérieure-ben, melynek 1883-tól igazgatója, azonkívül pedig 1877-től a régészet tanára volt a párizsi egyetemen.

## Művei
- Exploration archéologique de la Galatie et de la Bithynie (Párizs, 1862-72)
- L'île de Crète (1866)
- Mémoire sur l'île de Thasos (2. kiadás 1871)
- Essai sur le droit public et privé de la république athénienne (1867)
- Les précurseurs de Démosthenes (1873)
- Mémoires d'archéologie, d'épigraphie et d'histoire (1875)
- Histoire de l'art dan l'antiquité (10 kötet, Párizs, 1881-1914, legnagyobb munkája, melyet Charles Chipiez-vel adott ki)